# Fuji-Air-Lines-Flug 902
Der Fuji-Air-Lines-Flug 902 war ein Inlandslinienflug der Fuji Air Lines von Kagoshima nach Ōita am 27. Februar 1964. An diesem Tag verunglückte eine Convair CV-240 bei der Landung auf dem Flughafen Ōita, wobei 20 der 42 Insassen an Bord starben.

## Flugzeug
Die betroffene Maschine war eine 1948 gebaute Convair CV-240 mit der Werknummer 53. Die Maschine wurde am 17. April 1948 mit dem Luftfahrzeugkennzeichen N94228 neu an American Airlines ausgeliefert. Am 9. Mai 1962 übernahm Fuji Air Lines die Maschine. Das zweimotorige Kurzstreckenflugzeug war mit zwei Sternmotoren des Typs Pratt & Whitney R-2800 Double Wasp ausgerüstet.

## Insassen
Den Flug hatten 37 Passagiere angetreten. Es befand sich eine fünfköpfige Besatzung an Bord.

## Unfallhergang
Der Flug aus Kagoshima nach Oita verlief ohne besondere Vorkommnisse. Die Piloten erhielten die Freigabe zur Landung auf der Landebahn 02 des Flughafens Oita. Nach dem Aufsetzen überrollte die Maschine das Landebahnende, kollidierte 124 Meter hinter diesem mit einem Stapel Baumstämme und stürzte in ein dahinter liegendes, trockenes Flussbett des Flusses Urakawa. Von den 42 Insassen starben 20, darunter 18 Passagiere und zwei Besatzungsmitglieder. Die übrigen 22 Insassen wurden verletzt.

## Ursache
Die japanischen Unfallermittler führten den Unfall auf ein Zusammenspiel mehrerer Faktoren zurück. Die Landung sei mit einer exzessiven Landegeschwindigkeit ausgeführt worden, die Umkehrschubfunktion des rechten Propellers war außer Betrieb, die Bremsleistung der Fußbremse unzureichend. Die Ermittler konnten nicht bestimmen, zu welchem Anteil die jeweiligen Ursachen zu dem Unfall beigetragen hatten.